# Montes Pónticos

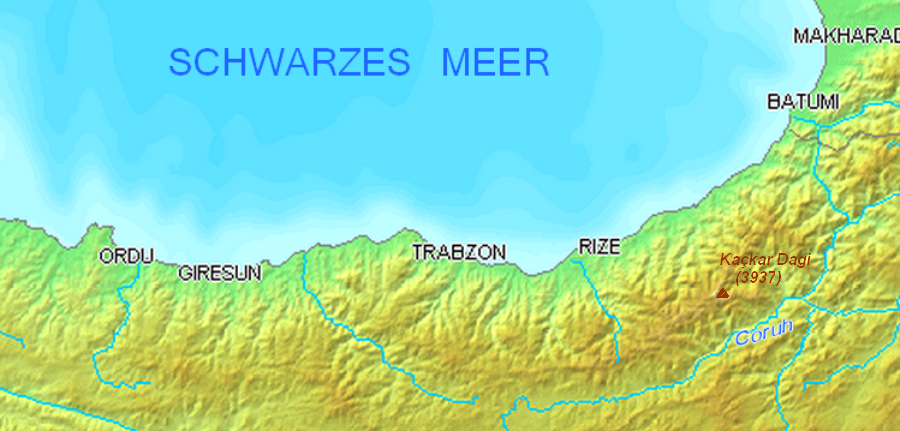
Mapa detallado de la cordillera, con el Kaçkar Dağı.

Los montes Pónticos o Alpes Pónticos (en turco: Doğu Karadeniz Dağları)  son una cordillera localizada en el norte de Turquía, cuyo extremo oriental se extiende por el sureste de Georgia. También se conocen como las montañas Parhar en las lenguas turcas y griegas pónticas locales. En griego antiguo, las montañas se llamaban Pariadres o montañas Parihedri.
La cordillera discurre en dirección E-W, en paralelo y cerca de la costa meridional del mar Negro. El pico más alto en la cordillera es el Kaçkar Dağı, que se alza hasta los 3931 m s. n. m.. La falla de Anatolia del Norte y la falla de Anatolia Oriental, que son dos fallas de tipo transcurrente que van de este a oeste, recorren la longitud de la cadena.
Las montañas están en general cubiertas por densos bosques, predominantemente de coníferas. El bosque de Anatolia septentrional es una ecorregión que abarca la mayor parte de la cordillera, mientras que el bosque mixto del Cáucaso se extienden cruzando el extremo oriental de la cordillera, conocida como los montes Kaçkar. La región es el hogar de fauna salvaje euroasiática. La estrecha franja costera entre las montañas y el mar Negro, conocida como el Ponto, es el hogar del bosque de frondosas del Ponto Euxino y la Cólquide, una formación de bosques templados húmedos.

## Geografía y agricultura

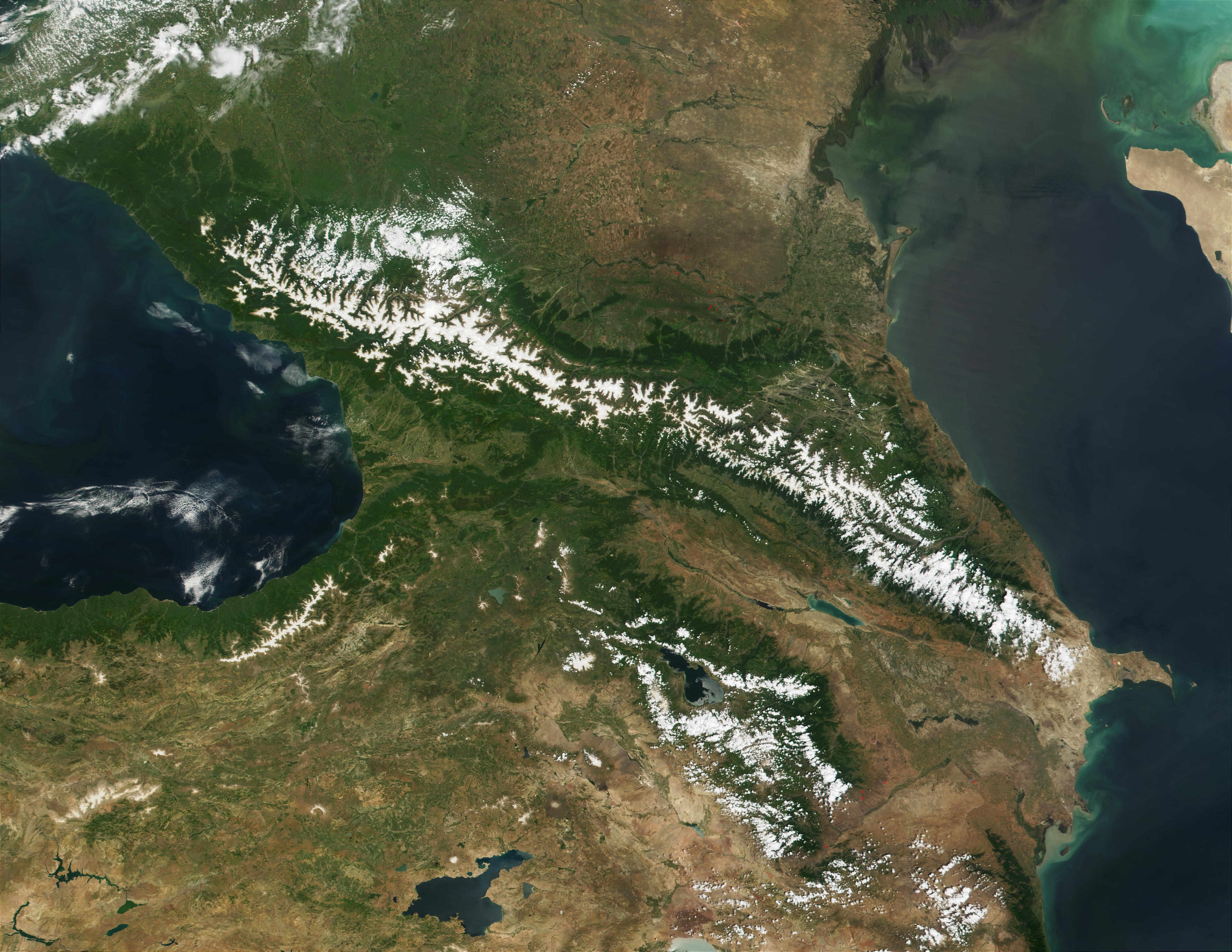
Foto satelital de la región del Cáucaso. A la izquierda, el Mar Negro y la parte oriental de las montañas del Ponto (algo de nieve), por debajo de su transición a la región montañosa de Armenia. La frontera turca se extiende desde la bahía del Mar Negro y el este del lago Van hasta el centro del borde inferior de la imagen.

Los Montes Pónticos se elevan tras una estrecha franja costera inmediatamente al sur del Mar Negro. Sus cadenas montañosas tienen una longitud media de 300 km, van en su mayoría en dirección este-oeste y se extienden entre 100 y 200 km hacia el interior. En las partes occidental y central, las cordilleras son más bajas y sólo alcanzan alturas de hasta 2500 m al norte de Ankara. m, mientras que en el este muchos picos superan los 3000 m de altura y forman una prominente cordillera costera en las Montañas Pónticas Orientales (Doğu Karadeniz Dağları). La elevación más alta, el Kaçkar Dağı (3932 m) se encuentra cerca de la frontera con Georgia. Allí, cerca de la ciudad portuaria georgiana de Batumi, los montes Pónticos se agotan, pero continúan hacia el suroeste en el Ararat y el Cáucaso Menor  (5600 m), en cambio, ya no cuenta como parte de los Montes Pónticos. La vertiente norte de las cordilleras suele dejar sólo una estrecha franja de terreno en la costa del Mar Negro, pero ofrece buenas tierras de cultivo. Los vientos del noroeste provocan fuertes lluvias y han dado lugar a una densa forestación en las laderas de las montañas. 

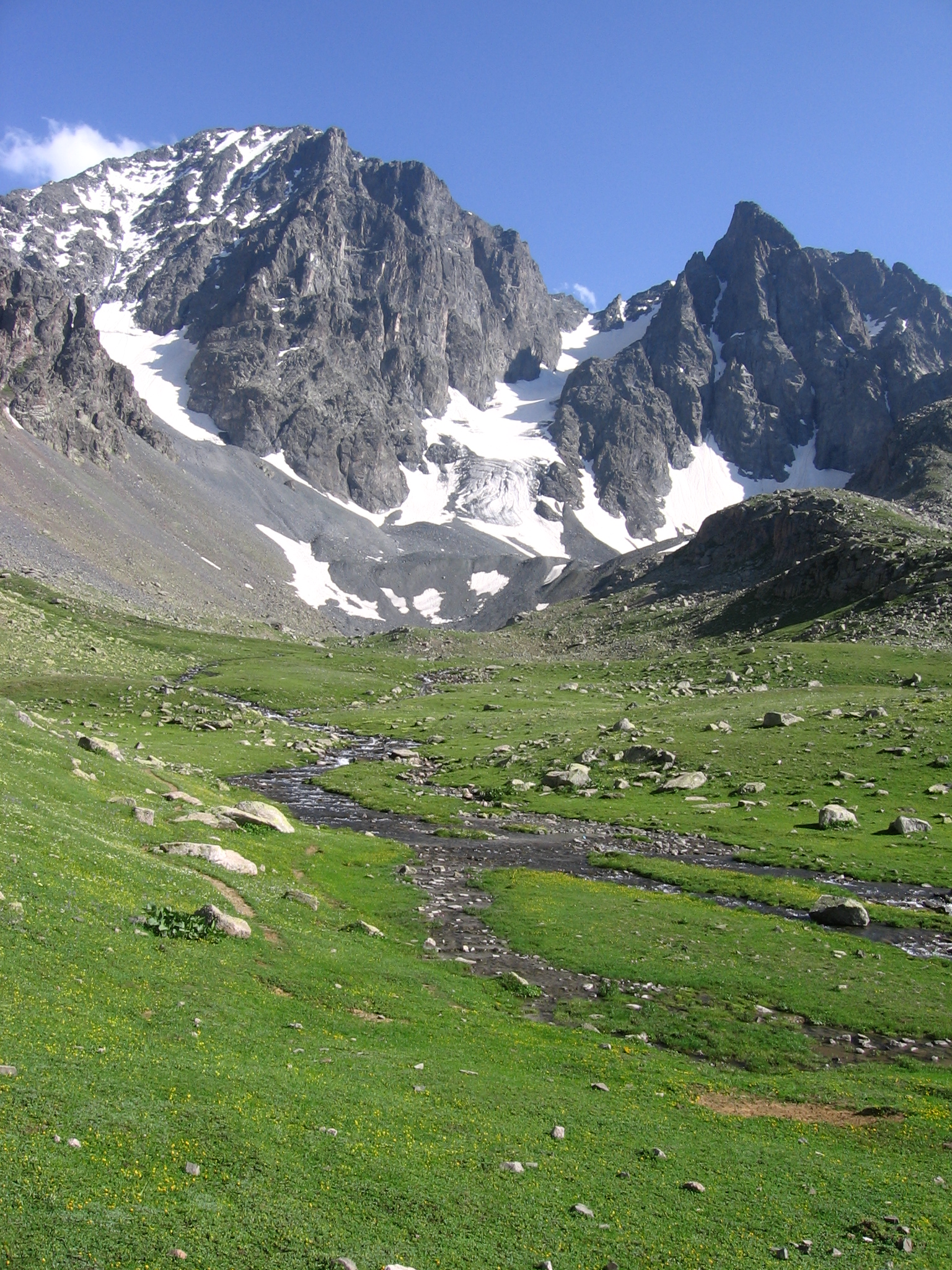
El pico más alto (Kaçkar Dağı) desde el norte.

La mayoría de los ríos están definidos por la dirección este-oeste de las cadenas montañosas en su curso superior, pero las atraviesan hacia el Mar Negro en estrechos valles transversales o gargantas. Cerca de estas desembocaduras en la estrecha franja costera se encuentran los centros de asentamiento: al oeste Kozlu y Zonguldak, Sinop, Bafra y Samsun, al este principalmente Altınordu, Trabzon y Rize. Una excepción al curso general del río es el Kızılırmak (el antiguo Halys). Este río, el más largo de Turquía con 1400 km, nace a sólo 100 km al sur del Mar Negro (cerca de Sivas), pero desemboca en las Tierras Altas dentrales de Anatolia y sólo vuelve a girar hacia el este y el norte tras un amplio semicírculo hasta que, tras unos valles de ruptura, desemboca a la vera de una amplia península en el mar cerca de Bafra. En esta y en otras fértiles llanuras aluviales llegan a la costa las escasas rutas de tráfico del interior.
Las empinadas laderas del norte de los montes están densamente arboladas debido a las frecuentes precipitaciones y son en parte buenas tierras de cultivo. Aquí, principalmente se cultivan avellanas (avellana póntica), té, tabaco, aceituna y, más recientemente, cereza y cítricos. Las tierras bajas del este son los centros de cultivo del arroz turco. Las zonas que no son aptas para el cultivo, debido a su inclinación o a la inestabilidad del suelo proclive a desprendimientos en pendientes, están parcialmente cubiertas de forma densa por rododendro. Las regiones más altas también se utilizan como pastos. El bosque es  mixto principalmente conformado por abeto de Nordmann y haya oriental. El límite del bosque se encuentra entre 2000 y 2300 metros. Los asentamientos de todo el año también alcanzan estas alturas en el lado norte de las montañas.
Hacia el sur, en dirección a la altiplanicie de Anatolia, no hay cobertura forestal debido a la escasa pluviosidad; allí, el paisaje, muy poco poblado, tiene un carácter mayoritariamente montañoso de estepa. Sólo a lo largo de los ríos y en los paisajes de cuenca crecen alisos y álamos, con ocasionales rodales dispersos de robles y pino negro. 

Mapa climático de la región.

Las condiciones invernales son muy duras y la nieve incluso en los meses de verano no es inusual a partir de determinadas alturas.
La altiplanicie de la Anatolia, al sur de la cordillera, tiene un clima considerablemente más seco y continental que la costa húmeda y suave.
Debido al escaso asentamiento humano en la zona, la fauna sigue siendo muy rica en especies. La región alberga fauna salvaje euroasiática, como el gavilán común (Accipiter nisus), el águila dorada (Aquila chrysaetos), el águila imperial oriental (Aquila heliaca, el águila pomerana (Clanga pomarina), el gallo del Cáucaso (Lyrurus mlokosiewiczi), el serín frentirrojo (Serinus pusillus) y el treparriscos (Tichodroma muraria).

## Geología y orografía

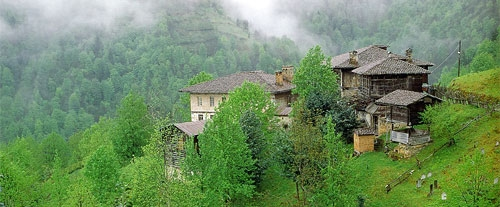
Granja en los Montes Pónticos.

Asia Menor (Anatolia) está enmarcada en tres de sus lados por largas cadenas montañosas, razón por la cual los Montes Pónticos también se denominan en geomorfología montañas del borde norte de Anatolia. Su homólogo del sur son los Montes Tauro, que limitan con el Mediterráneo. Desde el punto de vista geológico, ambos pertenecen a la extensa orogenia alpina, relativamente reciente, que va desde los Pirineos, pasando por los Alpes y los Cárpatos, los Balcanes, el Cáucaso, hasta el Hindu Kush y el Himalaya. Debido a los continuos movimientos tectónicos de la corteza terrestre, se producen fuertes terremotos una y otra vez.
En la parte occidental de los Montes Pónticos, además del plegamiento alpino, aún quedan grandes restos de la antigua orogenia varisca. Mientras que estas rampas y crestas sólo superan los 2000 metros en algunos lugares, los Montes Pónticos Orientales (Doğu Karadeniz Dağları) se elevan en numerosos picos muy por encima de los 3000 metros y en el Kaçkar Dagi incluso hasta los 3937 metros.
En el tramo superior, todos los ríos principales siguen el curso este-oeste dictado por las cordilleras. Hacia el Mar Negro, sin embargo, tienen que abrirse paso hasta la costa en profundos valles transversales. El río más importante de Turquía, el Kızılırmak (Halys) incluso forma un verdadero zigzag de varios pintorescos valles de ruptura al noreste de Ankara. Al igual que el Yeşilırmak, proyecta su desembocadura en el delta desde la parte central de la cordillera hasta el mar, mientras que la tercera península de la región (en Sinope) deriva de una masa de agua comparativamente pequeña pero escarpada.
Los principales ríos de la parte occidental son el Yenice (valle de ruptura cerca de Karabük) y Gökırmak, mientras que la parte oriental está dominada por el extenso y tectónico surco longitudinal del Kelkit y Çoruh. Sólo un poco al sur - cerca de Erzurum también nace el Karasu, que, sin embargo, fluye más al sur hacia el Éufrates. El curso opuesto es el del Kura, que nace en la provincia provincia de Kars y fluye primero hacia el este, hacia Georgia y después hacia el Mar Caspio. Así, a pesar de su ubicación periférica, los Montes Pónticos representan la divisoria de aguas entre un total de tres mares.
Según los resultados de las investigaciones de la Universidad de Berlín, la génesis de varios depósitos y la petrología de algunas rocas ígneas indican que los Montes Pónticos Orientales (noreste de Turquía) representa un (paleo)-arco insular. Según esto, las vecinas Anatólidas al sur se formaron en la zona preprofunda de este arco volcánico. Según la teoría de la tectónica de placas, el Mar Negro debe considerarse entonces como una cuenca marginal activa al norte del arco insular y su corteza continental se transformó en corteza oceánica en la zona central.
Entre los yacimientos del Póntico oriental, cabe mencionar los de metales no ferrosos unidos a los de volcanita ácida, mientras que los de pórfido de cobre son probablemente menos productivos económicamente. De gran importancia es el extenso yacimiento de hulla cerca de Zonguldak en los Montes Pónticos Occidentales.
Además del carbón, aquí se encuentran numerosas industrias, entre ellas la industria textil y el procesamiento del hierro. En el resto de las regiones montañosas, la transformación de los productos del país, como la madera, la carne y los productos agrícolas mencionados, desempeña un papel económico.

## Historia
La historia antigua de los Montes Pónticos está, marcada por diversas civilizaciones que moldearon la región. 
La evidencia de asentamientos prehistóricos en la región Póntica sugiere actividad humana desde el Paleolítico. Los hallazgos arqueológicos indican que las comunidades se dedicaron a la caza y la recolección antes de pasar a la agricultura.
Los hititas (circa 1600-1200 AC), una civilización anatolia influyente, probablemente extendieron su influencia hacia los Montes Pónticos. Participaron en el comercio y el intercambio cultural con las regiones circundantes. Los hititas adoptaron la escritura cuneiforme usada a partir de los sumerios. Esta escritura les sirvió para su comercio internacional, aunque podía estar «dialectizada» acorde al idioma hitita, si bien al usarla en gran medida de un modo próximo al de los ideogramas resultaba inteligible para pueblos vecinos alófonos. El arte hitita que ha llegado a nuestros días ha sido calificado desde el tiempo de los griegos clásicos como un «arte ciclópeo» debido a la magnitud de sus sillerías y a las dimensiones y relativa tosquedad de sus bajorrelieves y algunas pocas esculturas en bulto. Estas esculturas parecen haber recibido alguna influencia egipcia, mientras que los bajorrelieves evidencian influjos mesopotámicos, aunque con un típico estilo hitita caracterizado por la ausencia de delicadezas formales. 
Posteriormente los frigios (circa 1200–700 a. C.), conocidos por su rica cultura y arte, también tuvieron presencia en la región. Su influencia contribuyó al desarrollo de las culturas locales.

### Griegos pónticos
Una corriente de asentamientos jónicos y milesios (siglo VIII a. C.), especialmente de ciudades jónicas como Mileto, establecieron colonias a lo largo de la costa del Mar Negro, incluidas áreas cercanas a las Montañas Pónticas. Trebisonda se convirtió en un importante centro de comercio e intercambio cultural.
Desde la época bizantina hasta principios del siglo XX, los griegos pónticos, procedentes de las orillas del Mar Negro, vivieron en las zonas montañosas de los Montes Pónticos, donde pudieron conservar su lengua y su religión ortodoxa en las fronteras orientales del Imperio bizantino primero y del otomano después. Como muchos pueblos de montaña, los griegos pónticos se desplazaron mucho, en su caso en dirección al Cáucaso y Rusia. El intercambio de poblaciones entre Grecia y Turquía en 1923 hizo que se establecieran como refugiados en las fronteras del norte de los Balcanes de su nueva patria. Más tarde, tras la Segunda Guerra Mundial, la población de griegos pónticos se dispersó en una diáspora mundial. En respuesta a estos acontecimientos, crearon una "iconografía" muy rica (en el sentido utilizado por Jean Gottmann), que les permitió transmitir su identidad de una generación a otra estableciendo lugares de recuerdo en las zonas en las que se asentaron. La construcción de una red transnacional, dentro de la cual creaban regularmente fronteras móviles y simbólicas con la ayuda de esta iconografía y de los lugares de recuerdo que adornaban, les permitía reproducir su identidad étnica. Esto les ayudó a resistir la asimilación por parte de las sociedades de acogida, ya fueran griegas o extranjeras. La constante referencia al territorio y a los lugares de montaña de sus orígenes ha forjado vínculos con las zonas fronterizas donde ahora viven y con su iconografía que sustenta las fronteras móviles, que en la diáspora los distingue de los demás griegos y de los ciudadanos de su país de acogida.